# Теорія еволюції

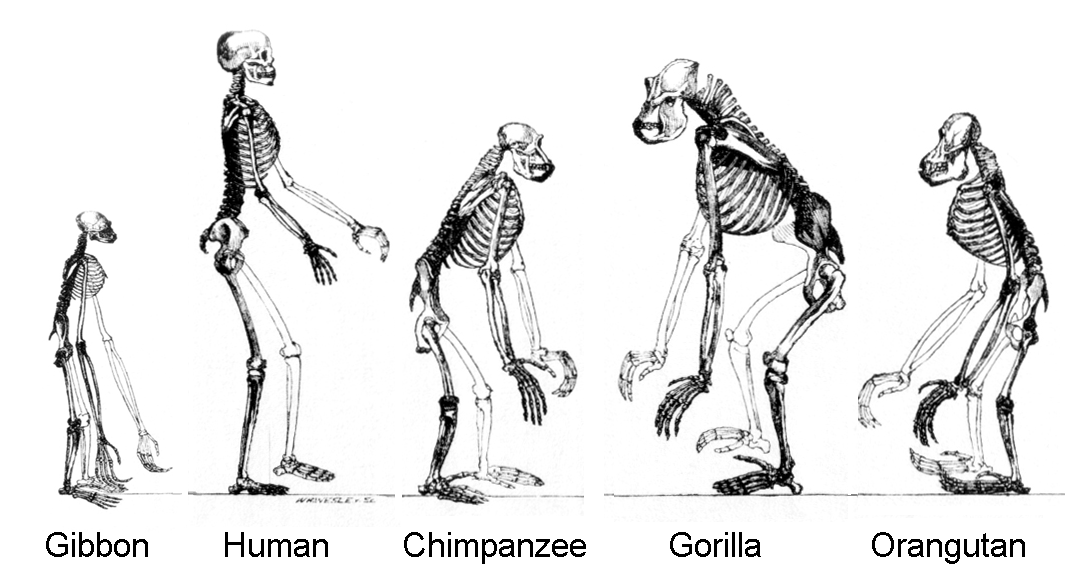
Схема, що демонструє подібність скелетів людиноподібних мавп та людини (з книги Томаса Хакслі Evidence as to Man's place in Nature (1863))

Теорія еволюції — наукова теорія, що пояснює механізми зміни форм живих організмів, їхніх спільнот та причини утворення біорізноманіття на Землі у процесі еволюції. Перші цілісні теорії еволюції були запропоновані на початку ХІХ сторіччя Еразмом Дарвіном та Жаном Батистом Ламарком.
Великий вплив на формування еволюційної біології як самостійної галузі науки зробила теорія еволюції Чарлза Дарвіна. Надалі відбувалася конкуренція декількох еволюційних теорій (неоламаркізм, сальтаціонізм, ортогенез, фіналізм тощо), до тих пір, поки у 1930-х — 40-х роках сформувалась синтетична теорія еволюції (СТЕ), яка включала селекціонізм і популяційну генетику.
У 1950-ті — 60-ті роки більшість біологів прийняли синтетичну теорію, хоча і надалі розвивалися альтернативні теорії еволюції і лунала критика в бік СТЕ. Значна кількість біологів на початку ХХІ століття каже про потрібність наступного синтезу знань про еволюцію у вигляді нової теорії.
Іноді під терміном «теорія еволюції» розуміють всю еволюційну біологію. Неспеціалісти часто плутають явище еволюції і теорію еволюції. Якщо наявність самого явища еволюції не викликає сумніву у наукового співтовариства, то механізми еволюції, що постулюються окремими теоріями, є предметом дискусії.
Наукові теорії еволюції є предметом критики з боку антиеволюціоністів, які пропонують власні концепції. Ці ідеї сприймаються науковим співтовариством як ненаукові.

## Структура теорій
Основною задачею теорії еволюції є пояснити механізми, завдяки яким еволюція дає саме такі результати, які ми спостерігаємо у палеонтологічному літописі, біорізноманітті, послідовностях ДНК організмів. Для цього робляться теоретичні узагальнення у вигляді законів і головних факторів еволюції. Фактори еволюції є рушіями, які спрямовують еволюцію організмів. Найчастіше, в теоріях еволюції виділяються головні фактори і другорядні.

## Історія розвитку
Дослідження біологічної еволюції довгий час перебували на донауковому етапі. Внесок у розвиток еволюційних ідей зробили Метью Хейл, Шарль Бонне, Жорж-Луї Бюффон. Перші цілісні теорії еволюції з'явилися на початку ХІХ століття. Їх авторами були Еразм Дарвін і Жан Батист Ламарк.

### Теорія Еразма Дарвіна

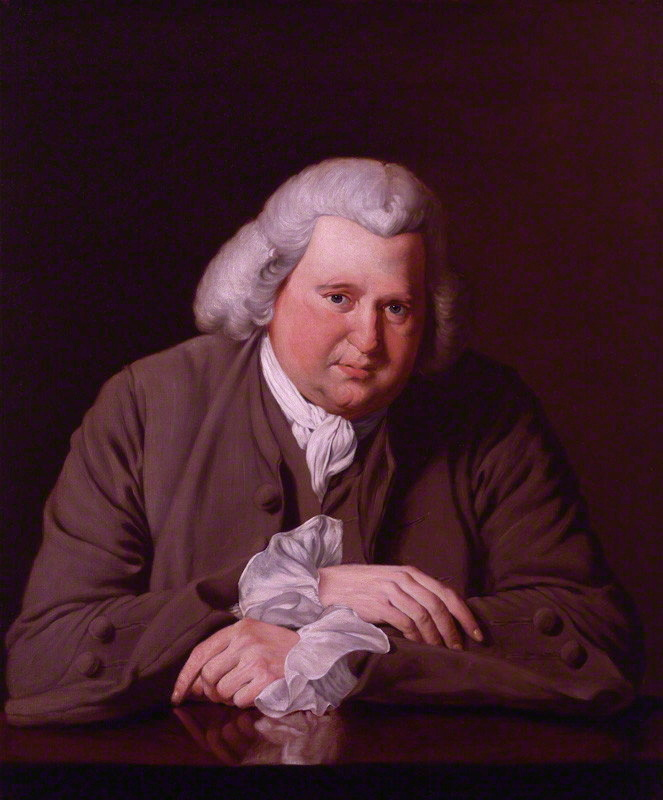
Еразм Дарвін

Еразм Дарвін, дід Чарлза був лікарем, поетом і філософом. Його віршовані поеми дозволили багатьом сучасникам не розглядати його роботи всерйоз. Свої еволюційні погляди Еразма Дарвін виклав у трактаті «Зоономія» (1794-96), а потім розвинув у поемі «Храм природи» (1803).
Основним фактором еволюції Е. Дарвін назвав прагнення до розвитку, що притаманне живим організмам при переборенні несприятливих умов. Результатом цього прагнення є зміни органів, що успадковуються. Е. Дарвін визнавав наявність конкуренції між близькими формами. Внутрішні прагнення організму не є усвідомленими, але механістичними властивостями: «Особливості форм тварин, що відрізняють їх одну від іншої, … утворюються поступово з подібних живих волокон і видозмінюються при відтворенні».
Живе за Е. Дарвіном відрізняється від неживого «життєвим духом».

### Ламаркізм

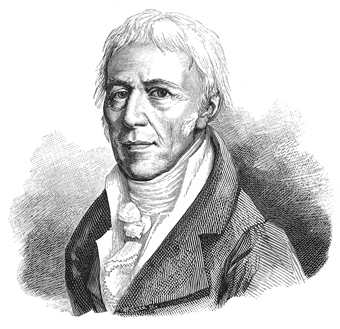
Жан Батист Ламарк

Головним фактором еволюції за Ламарком є градація — прагнення організмів до розвитку. Примітивне життя, на думку Ламарка, виникає постійно з неорганічної речовини, а потім розвивається прогресивно. Градація породжує висхідну послідовність еволюції організмів від найпростіших до людини. Тим не менш, ідеальний розвиток порушується умовами середовища, яке є несприятливим для організмів. Вищі тварини (але не нижчі і не рослини) мають змогу пристосуватися до цього другого фактору еволюції.
Адаптація до зовнішнього фактору відбувається за двома законами еволюції:
- Перший закон, закон вправляння і невправляння: якщо тварина активно вправляє свій орган, той буде гіпертрофуватися і покращувати власну форму і функцію; якщо ж орган не вправляється, то він дегенерує і редукується.
- Другий закон, закон успадкування набутих ознак: якщо тварина набула корисну ознаку, вона буде успадкована нащадками; не успадковуються ознаки, набуті в результаті травм, патологій тощо.

Теорія Ламарка не була метафізичною як її сприйняли сучасники, а навпаки намагалася пояснити наявне біорізноманіття матеріалістичним способом.

### Жоффруїзм

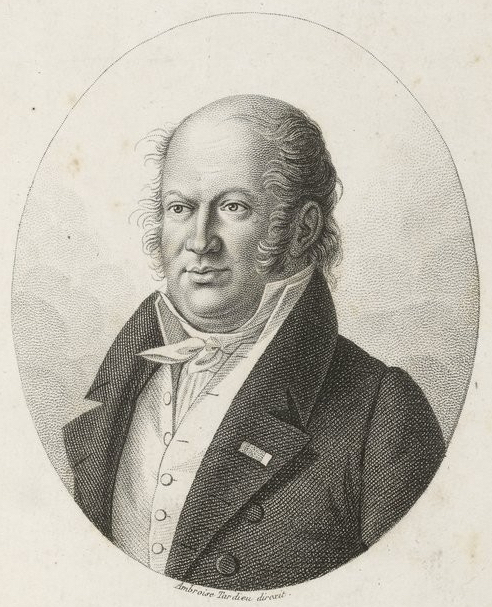
Етьєн Жоффруа Сент-Ілер

Термін введено російським зоологом М. О. Холодковським для визначення поглядів французького еволюціоніста Етьєна Жоффруа Сент-Ілера.
Жоффруа Сент-Ілер вважав головним фактором еволюції прямий вплив довкілля на зміни організмів. Всі тварини за Жоффруа мають єдиний план будови або архетип, з якого й еволюціонували. Середовище слабко впливає на дорослих тварин, але змінює молодих особин і зародків. Еволюційні новації, на думку Сент-Ілера, виникають як масові аномалії розвитку.

### Дарвінізм
Класичний дарвінізм походить з робіт Чарльза Дарвіна «Походження видів шляхом природного добору», «Походження людини і статевий добір» та деяких інших. Сам термін введений Альфредом Воллесом.
Основний фактор еволюції за дарвінізмом — природний добір. Ключовими тезами також є боротьба за існування, мала невизначена мінливість, екстраполяція малих змін на великі проміжки часу. За Дарвіном природний добір діє на окремі організми та сприяє розмноженню тих з них, хто має корисні (адаптивні) варіації у спадкових ознаках. Такі варіації накопичуються і призводять до появи нових форм, підвидів, видів та всіх інших вищих таксонів. При цьому постулюється відсутність сили прогресу, що рухає еволюцію, а прогрес оголошується побічною властивістю добору.
Ідею природного добору Дарвін взяв із селекції домашніх тварин і рослин, звідти ще одна назва теорії — селекціонізм (від англ. selection — добір).

### Ортогенез і номогенез
Розвиток ортогенезу, або «спрямованої еволюції» часто пов'язують з ідеєю Ламарка про градацію, хоча прибічники цієї теорії замість потягу організму до ускладнення найчастіше вводили обмеження на мінливість, що каналізують еволюцію у певному напрямку. Ортогенез постулює наявність внутрішніх структурних обмежень, які, на відміну від необмеженої мінливості дарвінізму дозволяють існувати лише дискретній мінливості. Ортогенетики вважали, що фізичні й хімічні особливості живого створюють тенденції розвитку груп, що, ставши один раз на шлях каналізації розвитку, вже не можуть з нього зійти.
Прибічники ортогенезу або критикували дарвінізм, або намагалися узгодити свої погляди з ним. Автор поняття «ортогенез» Теодор Еймер вважав адаптацію і каналізовану структурну еволюцію паралельними процесами. Палеонтолог Альфеус Хайятт називав головним фактором еволюції внутрішній шлях онтогенезу, а добору залишав роль «тонкого підстроювання».
Окремим явищем у рамках ортогенезу був «російський номогенез» — «закономірна еволюція», названий так за основною роботою російського іхтіолога Льва Берга, що проголосила свою антидарвіністичну концепцію еволюції. Основними факторами еволюції за Бергом були закономірна мінливість та каналізація розвитку. Природному добору залишалася консервативна роль збереження видової норми.

### Сальтаціонізм і мутаціонізм
Відкриття дискретності спадкової інформації призвело низку біологів до думки, що нові форми виникають також дискретно, стрибкоподібно, сальтаційно. Первинне значення терміна «мутація» якраз і означало різку, непоступову зміну ознаки. Сальтаційну теорію еволюції розвивав Гуго де Фріз, який спостерігав макромутаційне виникнення виду енотери Oenothera lamarckiana та екстраполював цей випадок на всю еволюцію.

## Теоретичні проблеми еволюції
- Проблема спрямованості еволюції
- Еволюційний прогрес
- Роль добору
- Адекватність мінливості
- Проблема монофілії і еволюції вищих таксонів
- Емерджентність, утворення нового

## Класифікація
Відомо декілька десятків сучасних теорій еволюції. Вони розрізняються ставленням до проблем еволюції.
Найпоширенішою теорією з другої половини ХХ сторіччя вважається синтетична теорія еволюції. Вона і декілька подібних вважають головним фактором еволюції природний добір генетичних мутацій у ДНК. Ця група теорій є селекціоністською.
Інша група теорій постулює наявність механізмів внутрішньої спрямованої мінливості онтогенезу при сталому генотипі особин. Сюди належать епігенетична теорія еволюції та еволюційна біологія розвитку (англ. evo-devo — evolutionary developmental biology).
Неоламаркістські теорії припускають наявність адекватної до умов середовища мінливості, а також часто апелюють до епігенетичного успадкування набутих ознак. Нейтралізм зменшує роль добору, а основним фактором еволюції вважає генетичний дрейф і внутрішні фізико-хімічні властивості геному.
Неоортогенез покладається на структуралістські обмеження у мінливості форм, зокрема припускає можливість побудови періодичних систем таксонів живих організмів.